# Padibastet
Padibastet – faraon, władca starożytnego Egiptu, z XXIII dynastii, z czasów Trzeciego Okresu Przejściowego. Prawdopodobnie panował w latach 830-805 p.n.e. Być może był synem Takelota II, a bratem Szeszonka III. Jest uważany za założyciela XXIII dynastii.

## Życiorys
Według Manethona panował 25 lat i jest zwany przez niego królem tanickim. Był władcą pochodzenia libijskiego, pochodzącym z którejś z bocznych gałęzi rodu. Prawdopodobnie objął władzę najpierw w okolicach Bubastis, a dopiero po śmierci Osorkona, po wsparciu Harsiese II także w Tebach.
Władzę objął w około 7. lub 8. roku panowania Szeszonka. W około 20. roku Szeszonka powołał do współrządów swego syna Iuputa I. Koregencja ta trwała około dwóch lat do śmierci Iuputa w około 22. roku Szeszonka III, a 12. swego panowania.
Padibastet znany jest m.in. z zapisków na nilometrze oraz z kronik Osorkona z Karnaku.

## Tytulatura
| M23 · X1 | L2 · X1 |

| M23 · X1 | L2 · X1 |

| N5 | F12 | C10 | M17 | Y5 · n | U21 · n |

| N5 | F12 | C10 | M17 | Y5 · n | U21 · n |

| N5 | F12 | C10 | M17 | Y5 · n | U21 · n |

| N5 | F12 | C10 | M17 | Y5 · n | U21 · n |

| M23 · X1 | L2 · X1 |

| M23 · X1 | L2 · X1 |

| N5 | F12 | C10 | M17 | Y5 · n | U21 · n |

| N5 | F12 | C10 | M17 | Y5 · n | U21 · n |

| N5 | F12 | C10 | M17 | Y5 · n | U21 · n |

| N5 | F12 | C10 | M17 | Y5 · n | U21 · n |

| G39 | N5 |

| G39 | N5 |

| i | mn · n · U7 | G40 · D37 | W1 | t · t |

| i | mn · n · U7 | G40 · D37 | W1 | t · t |

| i | mn · n · U7 | G40 · D37 | W1 | t · t |

| i | mn · n · U7 | G40 · D37 | W1 | t · t |

| G39 | N5 |

| G39 | N5 |

| i | mn · n · U7 | G40 · D37 | W1 | t · t |

| i | mn · n · U7 | G40 · D37 | W1 | t · t |

| i | mn · n · U7 | G40 · D37 | W1 | t · t |

| i | mn · n · U7 | G40 · D37 | W1 | t · t |

Poza wymienionymi znane są także inne warianty zapisu hieroglificznego imion Padibasteta.